# Señora de Fiske Warren (Gretchen Osgood) y su hija Rachel
Señora de Fiske Warren (Gretchen Osgood) y su hija Rachel es un óleo sobre tela de 1903 del pintor estadounidense John Singer Sargent que retrata a Gretchen Osgood Warren (1871-1961), una actriz teatral estadounidense, cantante, y poetisa, con su hija Rachel Warren. Las medidas de la pintura son 152,4 × 102,55 cm y se exhibe en el Museo de Bellas artes de Boston, Massachusetts. El museo lo compró el 13 de mayo de 1964.

## De fondo
Margaret Gretchen Osgood Warren nació en 1871 en el seno de una familia acomodada en el barrio histórico de Beacon Hill, Boston, Massachusetts. Debido a la riqueza familiar, fácilmente pudo seguir su vocación por la música y el teatro aunque su estatus y educación le impedían actuar en público. Asistió al Conservatorio de París, estudiando con Gabriel Fauré como mezzosoprano.
Se casó con un miembro de otra familia acomodada de Beacon Hill, el filántropo e industrial del papel Fiske Warren (1862-1938) el 14 de mayo de 1891.
En abril de 1903, Fiske Warren encargó al famoso retratista John Singer Sargent pintar a Gretchen y su hija mayor, de once años. La sesión de posado se efectuó en la Sala Gótica de Fenway Court, entonces la casa de la filántropa de Boston y coleccionista de arte Isabella Stewart Gardner, cuya gran colección daría lugar al Museo Isabella Stewart Gardner ese mismo año.
Isabella había prestado la Sala Gótica a su amigo John Singer Sargent como estudio, y allí pintó varias obras. Así, Gretchen y su hija aparecen rodeadas de obras de arte, como la estatua de una Virgen con el Niño del siglo XV detrás de ellas, que realzan la belleza y elegancia de las retratadas.

## Descripción
Gretchen Warren aparece sentada en una silla renacentista del siglo XVI con su hija Rachel Warren de pie al lado, reclinada sobre su hombro. Sargent procuró emular las poses aristocráticas clásicas de los antiguos retratos aristocráticos, pero con un enfoque moderno y pinceladas rápidas.